# Chan Yuen-ting
Chan Yuen-ting (xinès tradicional: 陳婉婷, xinès simplificat: 陈婉婷, pinyin: Chén Wǎntíng; Hong Kong, 7 d'octubre de 1988) és una futbolista i entrenadora hongkonguesa del club Eastern AA de la Lliga Premier de Hong Kong. És la primera dona a liderar un equip de futbol professional masculí que obté el títol de lliga de la divisió principal del país.

## Biografia
Al desembre de 2015, Chan va ser nomenada com a entrenadora d'Eastern AA en substitució de Yeung Ching Kwong, sent la primera dona de la lliga en aquest càrrec.
Es va interessar en el futbol a través de la seva admiració a David Beckham durant la seva adolescència. Es va graduar de la Universitat Xinesa d'Hong Kong amb un grau de geografia en 2010, i va aconseguir un mestratge en ciències de l'esport i gestió de la salut durant el seu temps en Pegasus i Southern.
Malgrat el desig inicial dels seus pares que seguís una carrera més estable, el seu primer treball després de graduar-se de la universitat va ser com a analista de dades i encarregada auxiliar del Hong Kong Pegasus FC. Després va ocupar el mateix lloc en el Southern District FC. També va exercir funcions d'entrenadora en la selecció nacional de futbol de Hong Kong i l'equip de futbol sala, i va jugar en un club no professional. Durant el seu temps amb Pegasus FC, va liderar a l'equip sub-18, aconseguint tres trofeus.
Chan va portar a l'Eastern a guanyar la temporada 2015-16, perdent solament un dels quinze partits jugats. L'equip també va guanyar el Repte Sènior de Hong Kong de 2015-16.
El 2016 va ser distingida com una de les 100 dones de la BBC.